# Amós Acero
Amós Acero Pérez (31 de março de 1893 – 16 de maio de 1941) foi um político do Partido Socialista Operário Espanhol durante a Segunda República Espanhola. Ele nasceu em Villaseca de la Sagra como o terceiro de 7 filhos. Após a vitória da facção nacionalista na Guerra Civil Espanhola, ele foi preso pelas novas autoridades. Após uma investigação sobre o seu passado pela Brigada Político-Social, ele foi levado a julgamento e executado pelo governo de Francisco Franco em Madrid.